# LVT(A)5

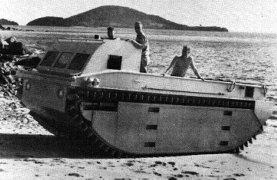

LVT(A)-5 — усовершенствованный вариант LVT(A)-4. Десантно-гусеничная машина-амфибия. Движение на плаву происходило за счёт перемотки гусениц. Боевая масса около 18 т, 75-мм гаубица со стабилизатором наведения в вертикальной плоскости. Принимали участие в войне в Корее и во французском Индокитае. Изготовлено 269 единиц.